# Frøstrup
Frøstrup is een plaats in de Deense regio Noord-Jutland, gemeente Thisted. De plaats telt 644 inwoners (2008). Het dorp ligt aan de voormalige spoorlijn Thisted - Fjerritslev. Het stationsgebouw is bewaard gebleven.